# Dormington
Dormington is een civil parish in het Engelse graafschap Herefordshire. In 2001 telde het civil parish 181 inwoners. Dormington komt in het Domesday Book (1086) voor als 'Dermentune'.